# Cochim (galinha)

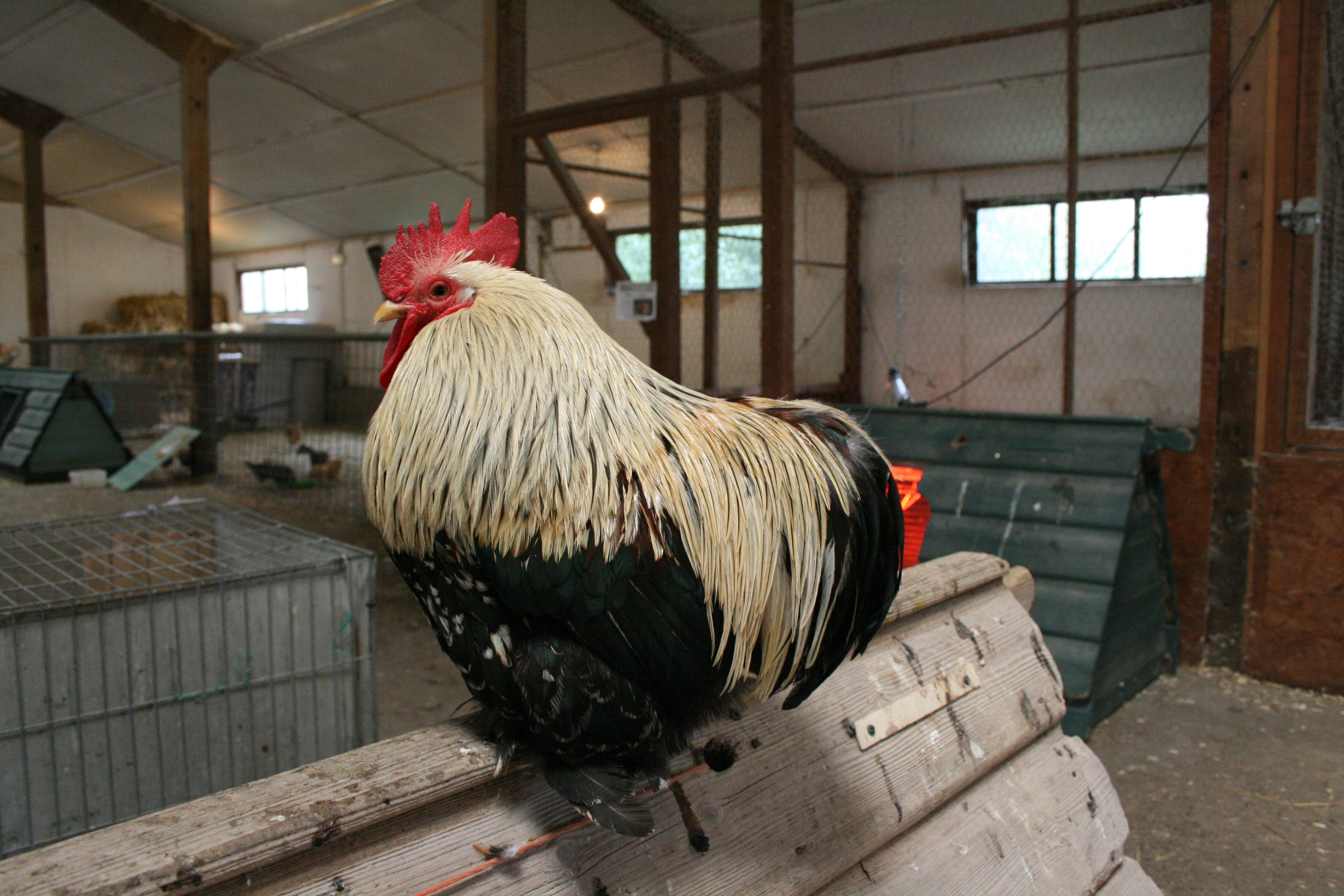
Galo Cochim

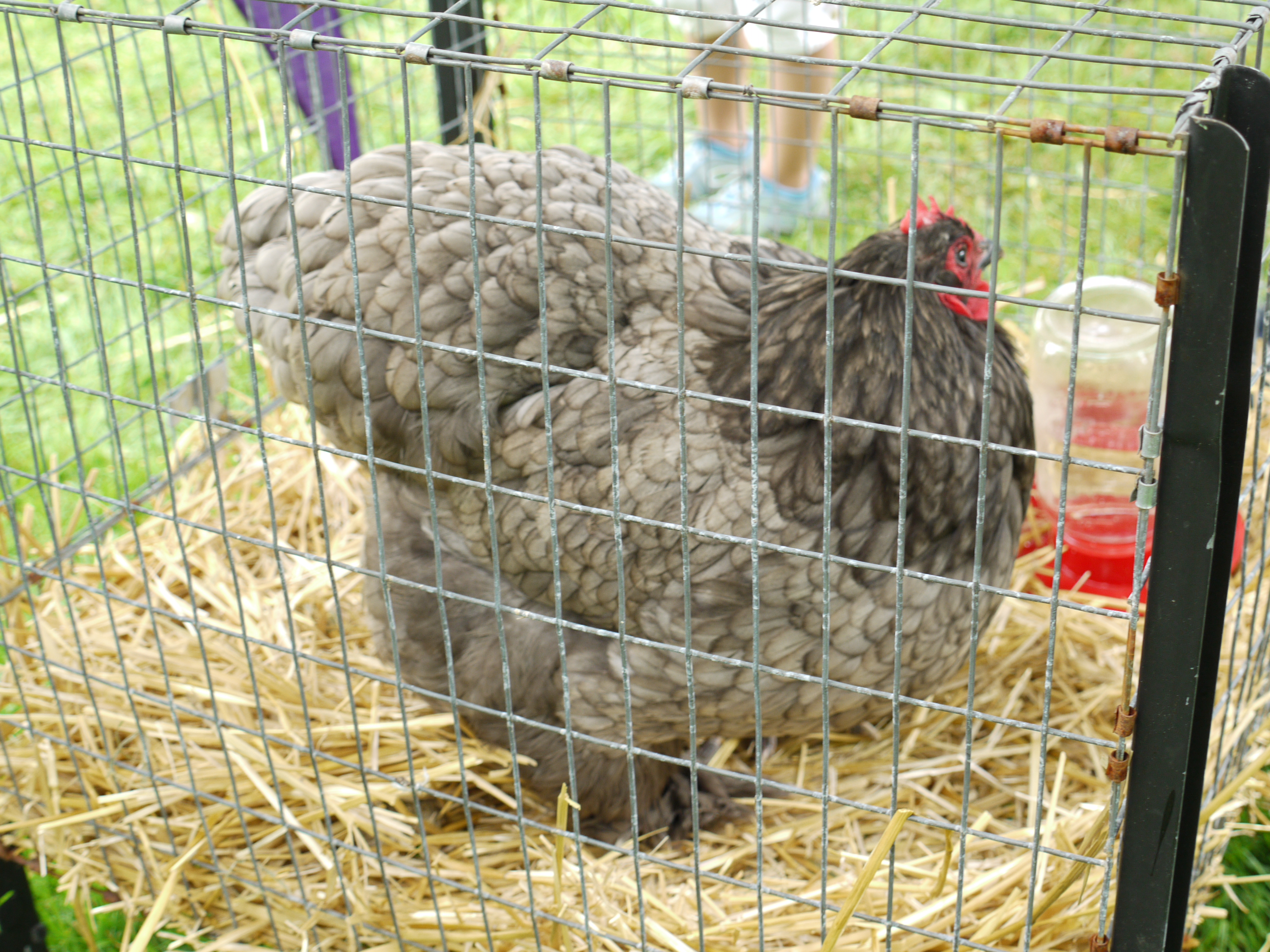
Galinha Cochim Azul

Cochim ou Cochinchina (também por vezes chamada de Pekim em países como Portugal, onde a raça é assim reconhecida ) é uma raça de galinhas, originária da China e originalmente chamada de Xangai. O nome Cochin vem de jiujin, palavra chinesa para galinha e posteriormente confundido com Cochim e Cochinchina.